# گگیا
گگیا (به صربی: Geglja) یک روستا در صربستان است که در لبانه واقع شده‌است. گگیا ۲۲۱ نفر جمعیت دارد و ۴۵۰ متر بالاتر از سطح دریا واقع شده‌است.